# Бунт на корабле
«Бунт на корабле» — седьмой студийный альбом российской панк-рок-группы «Король и Шут». Выпущен 13 ноября 2004 года. Отличается от предыдущих альбомов более тяжёлым звучанием и является первым релизом группы, записанным после ухода скрипачки Марии Нефёдовой. Альбом также характерен тем, что записан на студии вживую. Три песни из альбома посвящены теме пиратов и мореплавания. Песня «Северный флот» стала первой композицией на историческую тематику. Последний альбом, записанный при участии бас-гитариста Александра Балунова.
Третий и последний альбом, записанный по контракту с компанией «Мистерия звука».

## История создания
В начале 2004 года после американских гастролей группу покидает скрипачка Мария Нефёдова. Её уход расстраивает фанатов и поклонников группы, но музыкантам это даёт большое преимущество. Примерно в то же время концертного директора Александра Гордеева уличают в воровстве бюджетных денег коллектива от имени группы и с большим трудом увольняют из группы. К тому же на стадии утяжеления звучания предыдущего альбома «Жаль, нет ружья» у Михаила Горшенёва появилась идея о том, чтобы «добить» аудиторию, которая отстаивала мнение, что группа играет «попсу», а не панк-рок, и у группы появляется желание записать полноценный качественный альбом, подольше посидев на студии. Поскольку у группы был контракт с выпускающей компанией «Мистерия звука» на выпуск 3 альбомов, то они продают права на предыдущий альбом и третий, который ещё не был пока записан. По словам басиста группы Балу, у него с Михаилом состоялся серьёзный разговор, в ходе которого они пришли к мнению, что данный лонгплей запишут так же быстро, как и предыдущие альбомы, а со следующим нужно поработать без спешки. Он объяснил это так: поскольку денег с продажи прав они получили, то выдавать публике только лучшие композиции нет особого желания, а со следующего альбома можно будет и «шедевры» выпускать. Также гитарист группы Александр Леонтьев начал набирать приличный музыкальный вес как аранжировщик и стал настаивать на том, чтобы группа заиграла в стиле The Exploited. Поначалу Михаил в грубой форме отказал ему, но со временем поменял мнение. К тому же перед поездкой Горшка на отдых в Кипр со своей будущей второй супругой Ольгой у него с Князем также был серьёзный разговор, в котором Михаил объявил решение о том, чтобы тот не приносил свои песни на свою музыку, на что Князь эту позицию воспринял в штыки, так как это ущемляло его права как второго композитора. Поэтому звукорежиссёр группы Павел Сажинов предложил идею записать альбом вживую, как обычно записывают концертный альбом, но ответственность на музыкантах лежала большая, так как при ошибке всё приходилось перезаписывать заново. В итоге музыку записали за 2 дня (обычно за это время записывались барабаны). Лишь голоса наложили после, и то, потому что Андрей Князев ещё дорабатывал тексты, а возможности отечественных студий не позволяли записывать музыкальный материал одновременно с голосом. Альбом был полностью записан весной 2004 года, а летом музыканты отправились в Германию для сведения и мастеринга материала. Мастерингом альбома занимался Кай Бланкенберг. Песни, вошедшие в альбом, на момент записи были относительно новыми, кроме композиций «Раненый воин», присутствовавшей в демоальбоме «Ересь» 1990 года, и «Рыцаря», существовавшего ещё в 1993 году. Музыка к песне «Хороший пират - мёртвый пират» была придумана Александром Леонтьевым ещё во время его пребывания в группе «Кукрыниксы». Текст песни «Задира и солдат» был впервые опубликован в буклете к сборнику песен «Собрание» в 2001 году. Песня «Исповедь Вампира» была сыграна на «Нашем Радио» в 2003 году, ещё за год до официального выпуска альбома.
Рабочим названием этого альбома было «Северный флот». Впоследствии, после смерти Михаила Горшенёва оставшиеся участники создали новую группу и взяли это название. Иное название имела и песня, давшая имя пластинке. Изначально она называлась «Капитан».
Композиции «Исповедь вампира» и «Северный флот» были впервые исполнены вживую 22 марта 2004 года на концерте в Киеве. 9 апреля на официальный сайт группы была выложена демоверсия песни «Исповедь вампира» в виде сингла, а 16 апреля на выступлении «Короля и Шута» в Санкт-Петербургском СКК состоялась премьера ещё двух песен — «Волшебного глаза старика Алонса» и «Мести Гарри». Сам альбом был выпущен 13 ноября 2004 года, а его презентация состоялась в тот же день в Санкт-Петербурге на концерте в ДС «Юбилейный» и 20 ноября в Москве на концерте в ДС «Лужники».
Незадолго до выхода альбома «Бунт на корабле» музыканты группы «Король и Шут» поссорились с продюсером «Нашего радио» Михаилом Козыревым, поэтому песни с новой пластинки коллектива в то время не попали в ротацию на данной радиостанции.

## Список композиций
| №   | Название                        | Текст песни            | Музыка                   | Длительность |
| --- | ------------------------------- | ---------------------- | ------------------------ | ------------ |
| 1.  | «Хардкор по-русски»             | А. Князев              | М. Горшенёв              | 2:52         |
| 2.  | «Волшебный глаз старика Алонса» | А. Князев              | А. Князев                | 1:37         |
| 3.  | «Исповедь вампира»              | А. Князев              | А. Леонтьев, М. Горшенёв | 3:34         |
| 4.  | «Месть Гарри»                   | А. Князев              | А. Князев                | 3:07         |
| 5.  | «Северный флот»                 | М. Горшенёв            | М. Горшенёв              | 2:11         |
| 6.  | «Идол»                          | А. Князев              | А. Князев                | 3:00         |
| 7.  | «Бунт на корабле!»              | А. Князев              | А. Князев                | 1:52         |
| 8.  | «Хороший пират - мёртвый пират» | А. Князев              | М. Горшенёв, А. Леонтьев | 4:13         |
| 9.  | «Рыцарь»                        | А. Князев              | А. Князев                | 2:45         |
| 10. | «Звонок»                        | М. Горшенёв            | М. Горшенёв              | 1:59         |
| 11. | «Инквизитор»                    | А. Князев              | М. Горшенёв              | 3:47         |
| 12. | «Задира и солдат»               | А. Князев              | А. Князев                | 3:38         |
| 13. | «Раненый воин»                  | А. Князев              | М. Горшенёв              | 1:42         |
| 14. | «Муха - это маленькая птичка»   | А. Князев              | отсутствует              | 0:05         |
| 15. | «Хозяин леса»                   | А. Князев, М. Горшенев | М. Горшенёв              | 3:14         |

- На песню «Месть Гарри» был снят видеоклип. Режиссёр — Валерий Хатин. Премьера клипа состоялась 18 сентября 2004 года на MTV[7]. Это видео вошло в качестве бонус-трека в DVD «Концерт в Олимпийском». Также планировалось снять клип на песню «Исповедь вампира», но позже от этой идеи отказались[8].
- В этот альбом не вошла песня «Джентльмен удачи». Впоследствии она была подарена группе «Бригадный подряд».

## Песни альбома в других релизах группы
Композиции «Хардкор по-русски», «Исповедь вампира» и «Северный флот» вошли в концертный DVD «На краю. Live», записанный в 2013 году, причем песня «Северный флот» была исполнена в акустическом варианте. Композиция «Хозяин леса» вошла в концертный вариант альбома «Тень клоуна», записанный в 2009 году, но так и не выпущенный на физическом носителе. Также песня "Северный флот" в более качественной перезаписанной аранжировке вышла в первой части саундтрека к сериалу "Король и Шут".

## Отзывы и критика
Альбом, который поклонники группы ждали 2 года, был воспринят ими неоднозначно и оказался менее успешным, чем предыдущие альбомы «Жаль, нет ружья» и «Как в старой сказке». Это было связано с отсутствием фолковых мотивов в музыке (сказался уход скрипачки Марии Нефёдовой), утяжелившимся гитарным звучанием и задвинутым на второй план вокалом, из-за чего слова песен слышны с трудом. Это привело к тому, что многие поклонники разочаровались в группе и альбом продавался хуже предыдущих работ «Короля и Шута». На этой почве у Горшенёва и Князева начались первые серьёзные творческие разногласия. Однако, как эксперимент, данная работа оказалась в целом успешной, при этом группе удалось привлечь в свою аудиторию новый сегмент — любителей хардкор-панка. Уже при работе над следующим альбомом музыканты «Короля и Шута» решили вернуться к более классическому для группы звучанию. Михаил Горшенёв заметил, что альбом «Бунт на корабле» получился не настолько тяжёлым как планировался и что не все идеи в нём удалось реализовать. По состоянию на январь 2013 года группа планировала записать альбом, где будет проведена «работа над ошибками» «Бунта на корабле».
Однако, в связи со смертью главного вокалиста Михаила Горшенёва, дальнейшая судьба этой работы неизвестна.

## Музыканты
- Михаил Горшенёв (Горшок) — вокал, музыка, тексты.
- Андрей Князев (Князь) — вокал, тексты, музыка.
- Яков Цвиркунов (Яша) — соло-гитара, бэк-вокал, вокал (1,3,4,5,7).
- Александр Леонтьев (Ренегат) — ритм-гитара, бэк-вокал, вокал (1,3,4,5,7,9,11,13), музыка, аранжировки (3,8)
- Александр Балунов (Балу) — бас-гитара, бэк-вокал, вокал (1,3,4,5,7,9,11).
- Александр Щиголев (Поручик) — ударные.

### Приглашённые музыканты
- Евгений «Ай-Ай-Ай» Фёдоров (Tequilajazzz) — вокал (8).

## Звукозапись
- Звукорежиссёр — Павел Сажинов
- Саунд-продюсеры: Павел Сажинов и Евгений Левин (Алиса)
- Мастеринг — Kai Blankenberg (студия Skyline Studios, г. Дюссельдорф)

Запись и сведение произведены на студии «Добролет» (Санкт-Петербург).